# Miss España 2006
Miss España 2006 fue la 47.ª edición del certamen de belleza Miss España. Se llevó a cabo el 2 de abril de 2006 en la Marina d’Or, Oropesa del Mar. Elísabeth Reyes fue la ganadora, la cual representó a España en el certamen Miss Universo 2006. La primera finalista representó al país en el Miss Mundo 2006 y la segunda finalista representó al país en el Miss Internacional 2006. Las top 6 representarón al país en el Miss Tierra 2007, Miss Intercontinental 2006 y el Miss Europa 2006.

## Resultados
| Resultados Final | Candidata |
| ---------------- | --- |
| Miss España 2006 | Málaga - Elísabeth Reyes |
| 1.a Finalista    | Alicante - Inma Torres |
| 2.a Finalista    | Soria - Sara Sánchez |
| Top 6            | Cantabria - Ángela Gómez Las Palmas - Tania Ladeiro Sevilla - Marisol Garrido |
| Top 12           | Badajoz - Fátima Alce Baleares - Vanesa García Cádiz - Isabel Segovia La Coruña - Ma. Jesús Doval Tenerife - Ma. Isabel Fumero Valencia - Noelia Villanueva                                                                              |
| Top 20           | Almería - Vanesa Caro Castellón - Rosa María Gallach Ciudad Real - Milagros Pérez Huelva - Fátima Gómez Madrid - Diana Valiente Navarra - Josune Cariñena Pontevedra - Anahí Domínguez Teruel - Anabel Comin Zaragoza - Verónica Esteban |

## Premios especiales
| Resultado       | Candidata                     |
| --------------- | ----------------------------- |
| Miss Rostro     | Alicante - Inma Torres        |
| Miss Simpatía   | Burgos - Ana Delgado Aparicio |
| Miss Elegancia  | Sevilla - Marisol Garrido     |
| Miss Fotogénica | Álava - Elena Noyo            |

## Candidatas
Las 52 candidatas de la noche
| Provincia   | Candidata                        | Edad | Estatura        |
| ----------- | -------------------------------- | ---- | --------------- |
| Álava       | Elena Noyo Menoyo                | 23   | 1,71 m (5′ 7″)  |
| Albacete    | Verónica Blesa López             | 22   | 1,83 m (6′ 0″)  |
| Alicante    | María Inmaculada Torres del Rey  | 23   | 1,79 m (5′ 10″) |
| Almería     | Vanesa Caro Parra                | 17   | 1,71 m (5′ 7″)  |
| Asturias    | Tamara Fernández Fernández       | 18   | 1,78 m (5′ 10″) |
| Ávila       | Leslie Laura Blanco Gómez        | 19   | 1,80 m (5′ 11″) |
| Badajoz     | Fátima Alce Sancedo              | 21   | 1,80 m (5′ 11″) |
| Baleares    | Vanesa García Soler              | 20   | 1,75 m (5′ 9″)  |
| Barcelona   | Jannet Rovira González           | 21   | 1,76 m (5′ 9″)  |
| Burgos      | Ana Delgado Aparicio             | 22   | 1,81 m (5′ 11″) |
| Cáceres     | Marina Jiménez Gamero            | 19   | 1,75 m (5′ 9″)  |
| Cádiz       | Isabel Tamara Segovia Luís       | 23   | 1,80 m (5′ 11″) |
| Cantabria   | Ángela Gómez Durán               | 20   | 1,74 m (5′ 9″)  |
| Castellón   | Rosa María Gallach García        | 21   | 1,73 m (5′ 8″)  |
| Ceuta       | Bárbara Dorado Uribe             | 20   | 1,75 m (5′ 9″)  |
| Ciudad Real | Milagros Pérez Garzas            | 22   | 1,78 m (5′ 10″) |
| Córdoba     | María Victoria Márquez Torres    | 20   | 1,70 m (5′ 7″)  |
| Cuenca      | Esmeralda Gómez López            | 19   | 1,73 m (5′ 8″)  |
| Gerona      | Jéssica Giménez Casado           | 20   | 1,78 m (5′ 10″) |
| Granada     | Raquel Escobar Ríos              | 19   | 1,71 m (5′ 7″)  |
| Guadalajara | Beatriz Puerta Lorden            | 22   | 1,76 m (5′ 9″)  |
| Guipúzcoa   | María Rivera Becerra             | 18   | 1,71 m (5′ 7″)  |
| Huelva      | Fátima Gómez Hernández           | 20   | 1,80 m (5′ 11″) |
| Huesca      | María Eugenia Peralta Sánchez    | 21   | 1,77 m (5′ 10″) |
| Jaén        | Sara Ruiz Verdejo-Ruiz           | 18   | 1,74 m (5′ 9″)  |
| La Coruña   | María Jesús Doval Martínez       | 24   | 1,76 m (5′ 9″)  |
| La Rioja    | María Ángeles Valdemoros Fonseca | 21   | 1,71 m (5′ 7″)  |
| Las Palmas  | Tania Ladeiro García             | 21   | 1,78 m (5′ 10″) |
| León        | Sandra Cadenas Rodríguez         | 18   | 1,75 m (5′ 9″)  |
| Lérida      | Ana María Godé Sánchez           | 25   | 1,80 m (5′ 11″) |
| Lugo        | Paula Ben Ageitos                | 26   | 1,73 m (5′ 8″)  |
| Madrid      | Diana Valiente Rojas             | 23   | 1,74 m (5′ 9″)  |
| Málaga      | Elísabeth Reyes Villegas         | 20   | 1,81 m (5′ 11″) |
| Melilla     | Ángela Arsíe López               | 18   | 1,76 m (5′ 9″)  |
| Murcia      | Tamara Martínez Martínez         | 20   | 1,78 m (5′ 10″) |
| Navarra     | Josune Cariñena Eguren           | 25   | 1,74 m (5′ 9″)  |
| Orense      | Alba Fuentes Rodríguez           | 19   | 1,73 m (5′ 8″)  |
| Palencia    | Isabel González Macho            | 24   | 1,68 m (5′ 6″)  |
| Pontevedra  | Anahí Domínguez García           | 20   | 1,76 m (5′ 9″)  |
| Salamanca   | María Concepción Yuncal García   | 24   | 1,75 m (5′ 9″)  |
| Segovia     | Marta Riesco Sánchez             | 18   | 1,71 m (5′ 7″)  |
| Sevilla     | María de la Soledad Garrido Báez | 22   | 1,78 m (5′ 10″) |
| Soria       | Sara Sánchez Torres              | 20   | 1,80 m (5′ 11″) |
| Tarragona   | Míriam Menace Rodríguez          | 21   | 1,76 m (5′ 9″)  |
| Tenerife    | María Isabel Fumero Méndez       | 18   | 1,76 m (5′ 9″)  |
| Teruel      | Anabel Comin Jodar               | 20   | 1,80 m (5′ 11″) |
| Toledo      | Yasmín Alaasam López             | 19   | 1,70 m (5′ 7″)  |
| Valencia    | Noelia Villanueva Encarnación    | 23   | 1,74 m (5′ 9″)  |
| Valladolid  | Marta de la Rosa Pelaz           | 19   | 1,75 m (5′ 9″)  |
| Vizcaya     | Leticia Arribas Garamendi        | 18   | 1,74 m (5′ 9″)  |
| Zamora      | Laura Escudero Ruîz              | 22   | 1,75 m (5′ 9″)  |
| Zaragoza    | Verónica Esteban Santa Cruz      | 20   | 1,80 m (5′ 11″) |